# Annette Kellerman
Annette Kellerman, all'anagrafe Annette Marie Sarah Kellermann (Sydney, 6 luglio 1887 – Gold Coast, 5 novembre 1975), è stata una nuotatrice e attrice australiana.
Nuotatrice professionista, divenne famosa in tutto il mondo per le sue imprese natatorie eccezionali. Diventò attrice, lavorando anche nel vaudeville e girando numerosi film. Fu una delle prime donne a usare il costume intero, cosa che, all'epoca, provocò grande scandalo.
Le viene spesso accreditata l'invenzione del nuoto artistico. Lo si deve a un suo spettacolo del 1907 al New York Hippodrome quando, immersa in una piscina di vetro, si esibì in quello che viene considerato il primo balletto acquatico.

## Biografia

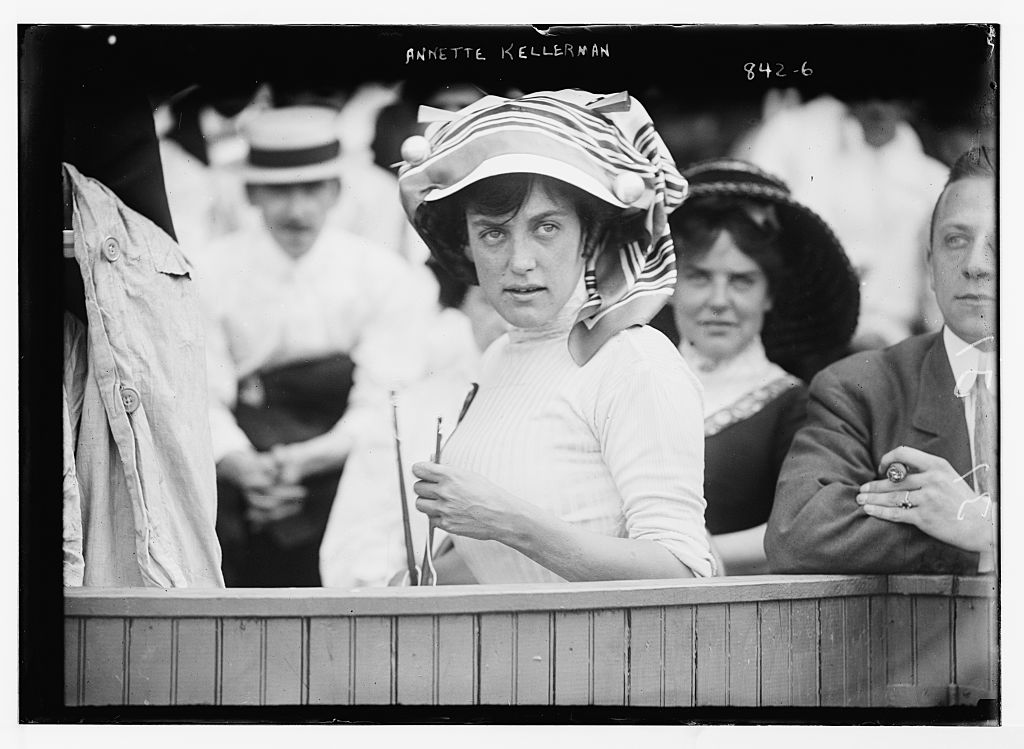
Annette Kellerman (1907 circa)

Annette Marie Sarah Kellermann nacque nel Nuovo Galles del Sud (Australia), a Darlinghurst: i suoi genitori erano il violinista australiano Frederick William Kellermann e la francese Alice Ellen Charbonnet, pianista e insegnante di musica.

### I primi anni
Fin da piccola, Annette frequentò corsi di nuoto. A causa di problemi alle gambe, a sei anni doveva usare dei dolorosi sostegni di acciaio. I genitori, allora, affinché diventasse più robusta, la iscrissero ai corsi dei bagni Cavill, a Sydney. A 13 anni, le sue gambe avevano riacquistato la normalità. A 15, era padrona di tutti gli stili, aveva vinto la sua prima gara e conosceva le tecniche di immersione.
Era il 1902, e Annette decise di dedicarsi seriamente al nuoto, prendendo parte a vere e proprie gare. Il risultato fu che vinse la gara delle cento yard donne in 1' 2" e diventò campionessa del miglio del Nuovo Galles del Sud in 33' 49". Nello stesso anno, i suoi genitori si trasferirono a Melbourne, dove sua madre aveva accettato il posto di insegnante di musica in una scuola femminile a cui venne iscritta anche Annette. In questo periodo, la giovane Annette si esibì numerose volte in pubblico, sia nel nuoto che nei tuffi, presentandosi anche come una sirena e nuotando in due spettacoli giornalieri in una grande vasca di vetro piena di pesci all'Exhibition Aquarium.
Nel giugno-luglio 1903, fece alcune sensazionali immersioni di grande spettacolarità nello show The Breaking of the Drought al Melbourne Theatre Royal.

### Carriera di nuotatrice
Nel 1905, dopo avere nuotato nello Stato di Victoria nello Yarra, il fiume che attraversa Melbourne, ed essersi esibita in tutta l'Australia, si recò in Inghilterra insieme a suo padre. Attirò l'attenzione mondiale quando nuotò nel Tamigi per oltre 13 miglia (circa 21 km): partita dal Putney Bridge arrivò al molo Blackwall in 3h 54'. Il Daily Mirror la sponsorizzò nel suo tentativo di attraversare il Canale della Manica. Il 24 agosto 1905, a diciotto anni, Annette Kellerman fu la prima donna a tentare la traversata a nuoto della Manica, ma quello fu il suo primo insuccesso.

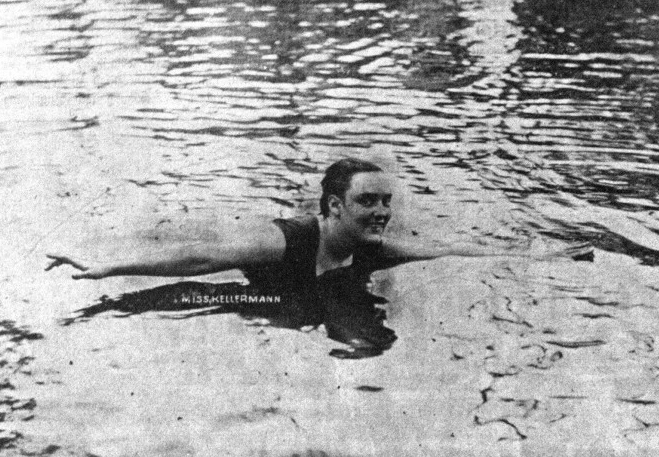
Gara nel Danubio, giugno 1906

Nel giugno 1906, batté la baronessa Isa Cescu in una gara di 22 miglia (36 km) nel Danubio. Ma il 7 agosto, fallì nuovamente la prova della Manica. Al terzo tentativo, nuotò per 3/4 della distanza complessiva, stando nell'acqua per dieci ore e mezza. Dopo tre tentativi falliti, dichiarò: "Ho avuto la resistenza, ma non la forza bruta". L'impresa sarebbe poi riuscita solo nel 1926 alla nuotatrice statunitense Gertrude Ederle.
Kellerman era famosa per aver sostenuto il diritto delle donne a indossare il costume da bagno a un pezzo unico, all'epoca oggetto di grandi controversie. I costumi delle donne erano, infatti, dei veri e propri abiti, abbinati con pantaloni che coprivano tutto il corpo e impedivano di fatto di nuotare. Negli Stati Uniti, Annette, mostrandosi su una spiaggia del Massachusetts in un costume a un pezzo che le lasciava nude le braccia e le gambe, subì un arresto per indecenza.
La sua tuta, comunque, diventò così popolare che quel tipo di costume venne chiamato "Annette Kellerman". Fu il primo passo verso i moderni costumi da bagno.

### Carriera nel mondo dello spettacolo

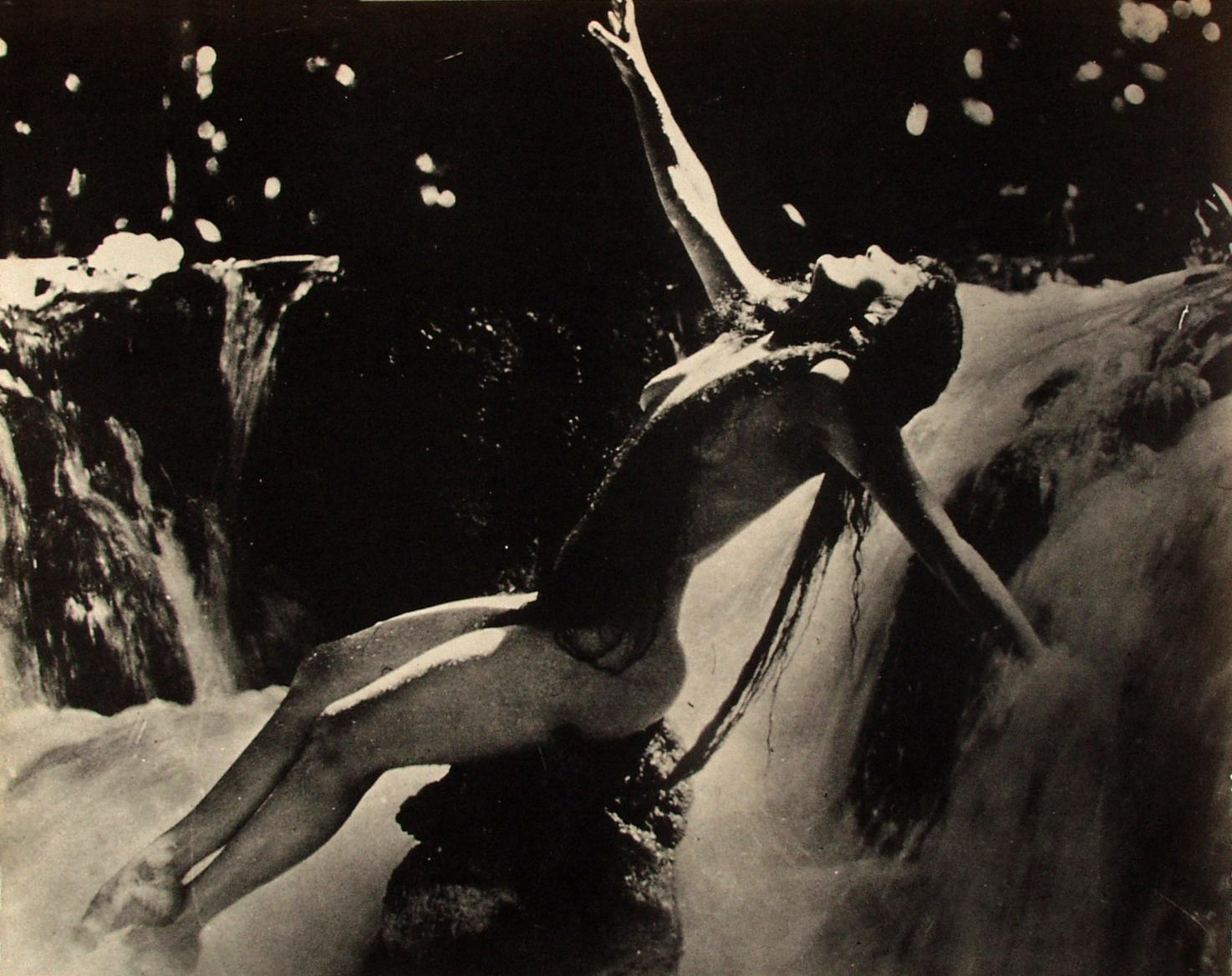
La figlia degli Dei (1916)

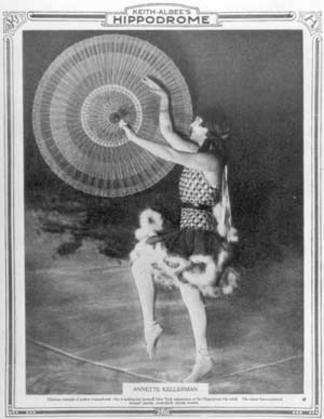
All'Hippodrome
(New York, 1916)

Dopo alcune altre gare, Kellerman preferì lasciare lo sport agonistico, dedicandosi da quel momento in poi esclusivamente allo spettacolo. Nel 1906, dopo una stagione invernale al London Hippodrome, si recò negli Stati Uniti: a Chicago, presentò un numero acquatico nel circuito del vaudeville, numero che poi portò a Boston e a New York. In quel momento, con la sua attività teatrale, guadagnava 1250 dollari la settimana. A Boston, accadde l'incidente sulla spiaggia. La pubblicità derivata dall'arresto della famosa nuotatrice contribuì ad allentare le leggi in materia di costumi da bagno femminili.
Nella sua carriera di attrice di vaudeville, Annette conquistò i titoli di Australian Mermaid (sirena australiana) e di Diving Venus (Venere tuffatrice), esibendosi nei maggiori teatri d'Europa, d'America e d'Australia. I suoi numeri, oltre alle scene in acqua, includevano balletti davanti agli specchi, camminate sul filo, acrobazie, canzoni e interpretazioni maschili. Nel maggio 1912, apparve a Londra in Undine.
Dal 1909 cominciò a lavorare anche per il cinema con buon successo per la Vitagraph Company of America. Nel 1916, provocò grande scalpore una sua scena di nudo nel film La figlia degli Dei in cui interpretava una bellissima ragazza paragonata agli dei. Era la prima attrice di nome che si presentava nuda sullo schermo. Il film, prodotto dalla Fox Film Corporation in dieci rulli, fu il primo ad arrivare ad avere un budget di un milione di dollari. Come molte delle sue pellicole, anche questo film viene considerato perduto.
La maggior parte dei film di Annette Kellerman hanno come tema avventure acquatiche. L'attrice si esibiva in spettacolari performance senza controfigura in profonde immersioni nel mare o, addirittura, in vasche di coccodrilli. Amava anche interpretare il ruolo di sirena, dando spesso ai suoi personaggi il nome di "Annette" o simili. I suoi "racconti di fiaba", come chiamava i suoi film fantasy, avevano avuto inizio nel 1911 con The Mermaid, in cui lei era vestita da sirena. 
È la prima volta che, sullo schermo, apparve un costume di quel genere che darà vita a una lunga tradizione cinematografica fino ad arrivare a Esther Williams (che, nel 1952, interpreterà Annette in un film biografico, La ninfa degli antipodi) e a Daryl Hannah, protagonista di Splash - Una sirena a Manhattan.

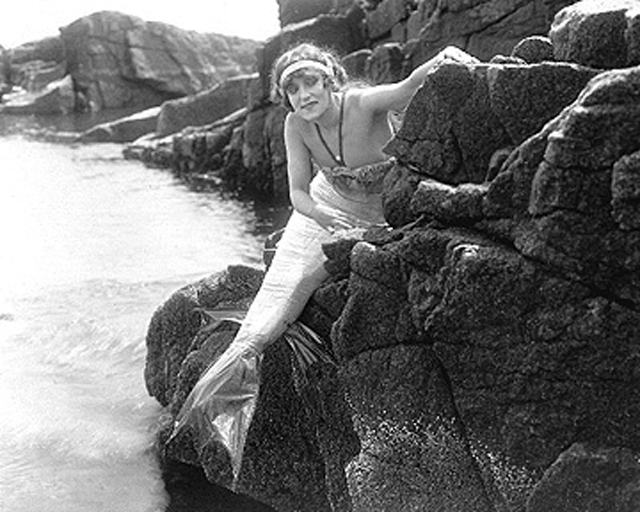
Queen of the Sea (1918)
In costume da sirena

Kellerman fu protagonista nel 1924 di uno degli ultimi film girati in Prizma color, Venus of the South Seas, una co-produzione tra gli Stati Uniti e la Nuova Zelanda in cui uno dei rulli del film (che, in totale, durava 55 minuti) era a colori e girato sott'acqua. Venus of the South Seas è stato restaurato dalla Library of Congress nel 2004 ed è l'unico lungometraggio completo con protagonista Annette Kellerman ancora esistente di cui si abbia notizia.

### Ultimi anni e morte
Durante la seconda guerra mondiale, Annette Kellerman era tornata in Australia, dove, nel Queensland, lavorò per la Croce Rossa, intrattenendo con i suoi vecchi spettacoli i soldati di stanza nello stato.
Il 26 novembre 1912, all'età di venticinque anni, la nuotatrice australiana si era sposata con il suo manager, lo statunitense James Raymond Louis Sullivan a Danbury, nel Connecticut. Dal matrimonio, che durò tutta la vita, non nacquero bambini. Vegetariana convinta, la Kellerman era proprietaria di un negozio di cibi naturali a Long Beach, in California. Nel 1970, lei e il marito ritornarono a vivere in Australia. Nel 1974, fu onorata con l'International Swimming Hall of Fame a Fort Lauderdale, in Florida. Continuò a esercitarsi nel nuoto fino agli ultimi anni di vita. Preceduta dal decesso del marito, Annette Kellerman morì nell'ospedale di Southport, nel Queensland, il 5 novembre 1975, all'età di 88 anni. Venne cremata e le sue ceneri furono sparse in mare sopra la Grande barriera corallina.

## Premi e riconoscimenti
- Annette Kellerman, per il suo contributo all'industria del cinema, ha avuto una stella sulla Hollywood Walk of Fame al 6608 di Hollywood Blvd.
- Appare anche nell'International Swimming Hall of Fame, la Hall of Fame internazionale del nuoto, che onora i grandi campioni degli sport acquatici.

## Filmografia
La filmografia è completa. Quando manca il nome del regista, questo non viene riportato nei titoli

### Attrice
- The Bride of Lammermoor: A Tragedy of Bonnie Scotland, regia di J. Stuart Blackton - cortometraggio (1909)
- Jephtah's Daughter: A Biblical Tragedy - cortometraggio (1909)
- The Gift of Youth - cortometraggio (1909)
- Entombed Alive - cortometraggio (1909)
- The Mermaid - cortometraggio (1911)
- Siren of the Sea - cortometraggio (1911)
- Neptune's Daughter, regia di Herbert Brenon (1914)
- La figlia degli Dei (A Daughter of the Gods), regia di Herbert Brenon (1916)
- National Red Cross Pageant, regia di Christy Cabanne (1917)
- Queen of the Sea, regia di John G. Adolfi (1918)
- What Women Love, regia di Nate Watt (1920)
- Venus of the South Seas, regia di James R. Sullivan (1924)

### Film e documentari su Annette Kellerman
- Miss Kellerman's Diving Feats - sé stessa (cortometraggio) (1907)
- Miss Annette Kellerman - sé stessa, cortometraggio (1909)
- The Perfectly Formed Woman - sé stessa (1910)
- The Universal Boy, regia di Frank Hall Crane - sé stessa, cortometraggio (1914)
- The Art of Diving - sé stessa, documentario (1920)
- Annette Kellerman Performing Water Ballet - sé stessa, documentario (1925)
- Annette Kellerman Returns to Australia - sé stessa (1933)
- A Penny a Peep - filmati d'archivio (1934)
- Water Ballet: Sydney - sé stessa (1940)
- Water Ballet - sé stessa (1941)
- La ninfa degli antipodi (Million Dollar Mermaid) film biografico, regia di Mervyn LeRoy - con Esther Williams nel ruolo di Annette Kellerman (1952)
- Le dee dell'amore (The Love Goddesses), regia di Saul J. Turell - documentario con filmati di repertorio (1965)
- The Original Mermaid, regia di Michael Cordell e Ana Kokkinos - documentario con filmati d'archivio (2002)
- Sex at 24 Frames Per Second - sé stessa, documentario (2003)

## Libri
- Swimming For Health, Exercise & Pleasure (1906)
- Fairy Tales of the South Seas (1915)
- How To Swim (1918)
- Physical Beauty: How to Keep It (1918)